# Франсуа Дроле
Франсуа Дроле (фр. François Drolet) — канадський ковзаняр, що спеціалізувався в шорт-треку, олімпійський чемпіон.
Золоту олімпійську медаль та звання олімпійського чемпіона Дроле виборов на Олімпіаді 1998 року в Нагано в складі канадської естафетної команди в естафеті на дистанції 5000 метрів. Після Олімпіади він завершив спортивну кар'єру заради навчання. 

## Зовнішні посилання
- Досьє на sports-reference.com

## Виноски
1. ↑  Olympedia — 2006.
2. ↑  Nagano 1998 Official Report - Volume 3 (PDF). Nagano Olympics Organizing Committee. LA84 Foundation. 1998. Архів оригіналу (PDF) за 26 лютого 2008. Процитовано 16 січня 2014. {{cite web}}: Cite має пустий невідомий параметр: |df= (довідка) [Архівовано 2008-02-26 у Wayback Machine.]